# Kaare Sand
Kaare Sand (født 5. august 1956 i Kgs. Lyngby) er en dansk cand.mag., tv-vært, tidligere ejer af Sand TV nu producer & co-ejer af Pipeline Production.
Kaare Sand er uddannet cand.mag. i dansk og film- og medievidenskab fra Københavns Universitet.
Han er idémanden bag dokumentarserierne De unge mødre, Singleliv, 48 timer, Sagen ifølge Sand, Udkantsmæglerne, Anja & Heksebørnene m.fl.
Programmet De unge mødre var nomineret til priserne Årets dokumentarserie og Årets tv-program ved TV Prisen. I 2024 modtog han Årets Otto ved TV Prisen 2024.